# Ford EX
Le Ford EX (officiellement connu sous le nom de Ford Ex et Ford Extreme) est un concept car créé par la Ford Motor Company. Il a été présenté pour la première fois au Salon international de l'automobile d'Amérique du Nord en 2001. L'EX a été conçu pour être un véhicule tout-terrain.

## Moteur et conception
L'EX est propulsé par un moteur essence V6 suralimenté et à simple arbre à cames en tête de 4,0 litres, capable de produire jusqu'à 375 chevaux (280 kW) (93,8 ch par litre) et 560 N⋅m de couple. Il a une transmission manuelle à cinq vitesses avec quatre roues motrices (4RM) et de gros pneus de 33 pouces. La conception du véhicule est sobre, car il n'a pas de portes. L'extérieur est principalement composé d'un exosquelette durable en acier au chrome-molybdène, avantageux pour ses capacités tout-terrain.

## Médias
- Le concept EX a été présenté dans le film d'action Thunderbirds de 2004.
- Le concept EX a été présenté en tant que voiture jouable dans les jeux vidéo Ford Racing 2 et Ford Racing 3.